# Alexander Naumann (Chemiker)
Alexander Nikolaus Franz Naumann (* 31. Juli 1837 in Eudorf; † 16. März 1922 in Gießen) war ein deutscher Chemiker und Hochschullehrer.

## Leben
Naumann studierte Chemie an der Universität Gießen und wurde dort 1859 promoviert. Er wechselte dann zunächst an die Höhere Gewerbeschule Darmstadt, eine Vorgängereinrichtung der TH Darmstadt, und 1860 an die Universität Tübingen. Von dort kehrte er nach Gießen zurück, war zunächst als Gymnasiallehrer tätig und habilitierte sich 1864. Er erhielt 1869 eine außerordentliche Professur und 1882 als Nachfolger von Justus von Liebig eine ordentliche Professur für Theoretische Chemie, die er bis zu seiner Emeritierung 1913 innehatte.

## Schriften
- Grundriss der Thermochemie oder der Lehre von den Beziehungen zwischen Wärme und chemischen Erscheinungen vom Standpunkt der mechanischen Wärmetheorie. Vieweg, Braunschweig 1869; Digitalisat. Bayerische Staatsbibliothek.